# ماري كوبل
ماري كوبل (بالإنجليزية: Mary Coble)‏ هي فنانة أمريكية، ولدت في 1978.